# Хьоххайм
Хьоххайм (на немски: Höchheim) е община (Gemeinde) в окръг Рьон-Грабфелд в Долна Франкония в Бавария (Германия) с 1067 жители (към 31 декември 2018).
През Хьоххайм тече река Милц. През Средновековието Хьоххайм е част от рицарското имение Ирмелсхаузен на фрайхерен фон Бибра
- Герб
- Хьоххайм
- Водният дворец Ирмелсхаузен в Хьоххайм